# Orain (Côte-d’Or)
Orain ist eine französische Gemeinde mit 89 Einwohnern (Stand: 1. Januar 2022) im Département Côte-d’Or in der Region Bourgogne-Franche-Comté (vor 2016 Bourgogne). Sie gehört zum Arrondissement Dijon und zum Kanton Saint-Apollinaire.

## Geographie
Orain liegt etwa 42 Kilometer nordöstlich von Dijon.
Nachbargemeinden von Orain sind Champlitte im Norden und Osten, Montigny-Mornay-Villeneuve-sur-Vingeanne im Südosten und Süden, Saint-Maurice-sur-Vingeanne im Süden und Südwesten sowie Percey-le-Grand im Westen und Nordwesten.

## Bevölkerungsentwicklung
| Jahr                       | 1962 | 1968 | 1975 | 1982 | 1990 | 1999 | 2006 | 2013 | 2019 |
| -------------------------- | ---- | ---- | ---- | ---- | ---- | ---- | ---- | ---- | ---- |
| Einwohner                  | 186  | 151  | 152  | 122  | 101  | 109  | 99   | 108  | 88   |
| Quellen: Cassini und INSEE |      |      |      |      |      |      |      |      |      |

## Sehenswürdigkeiten

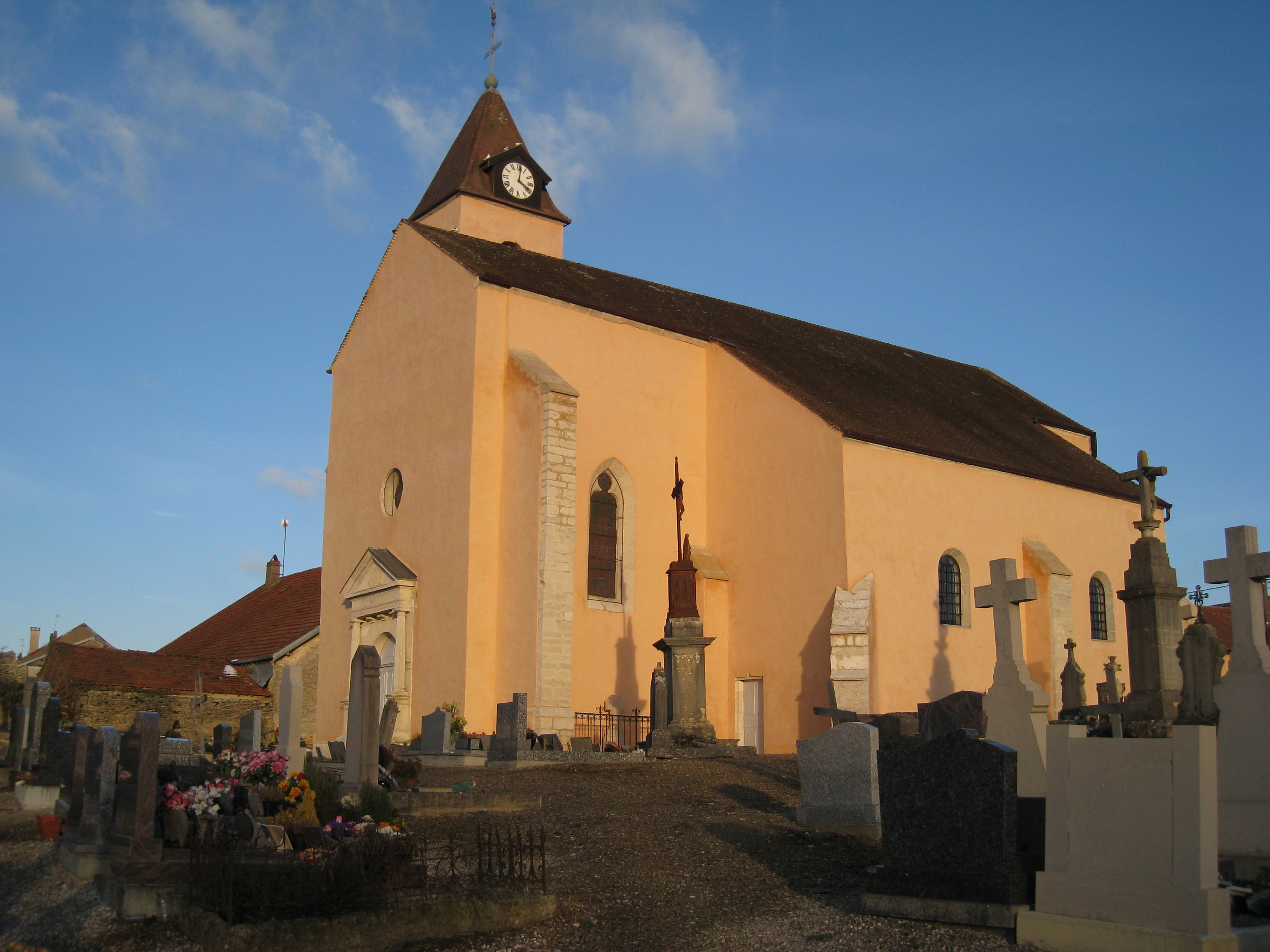
Kirche Saint-Bénigne
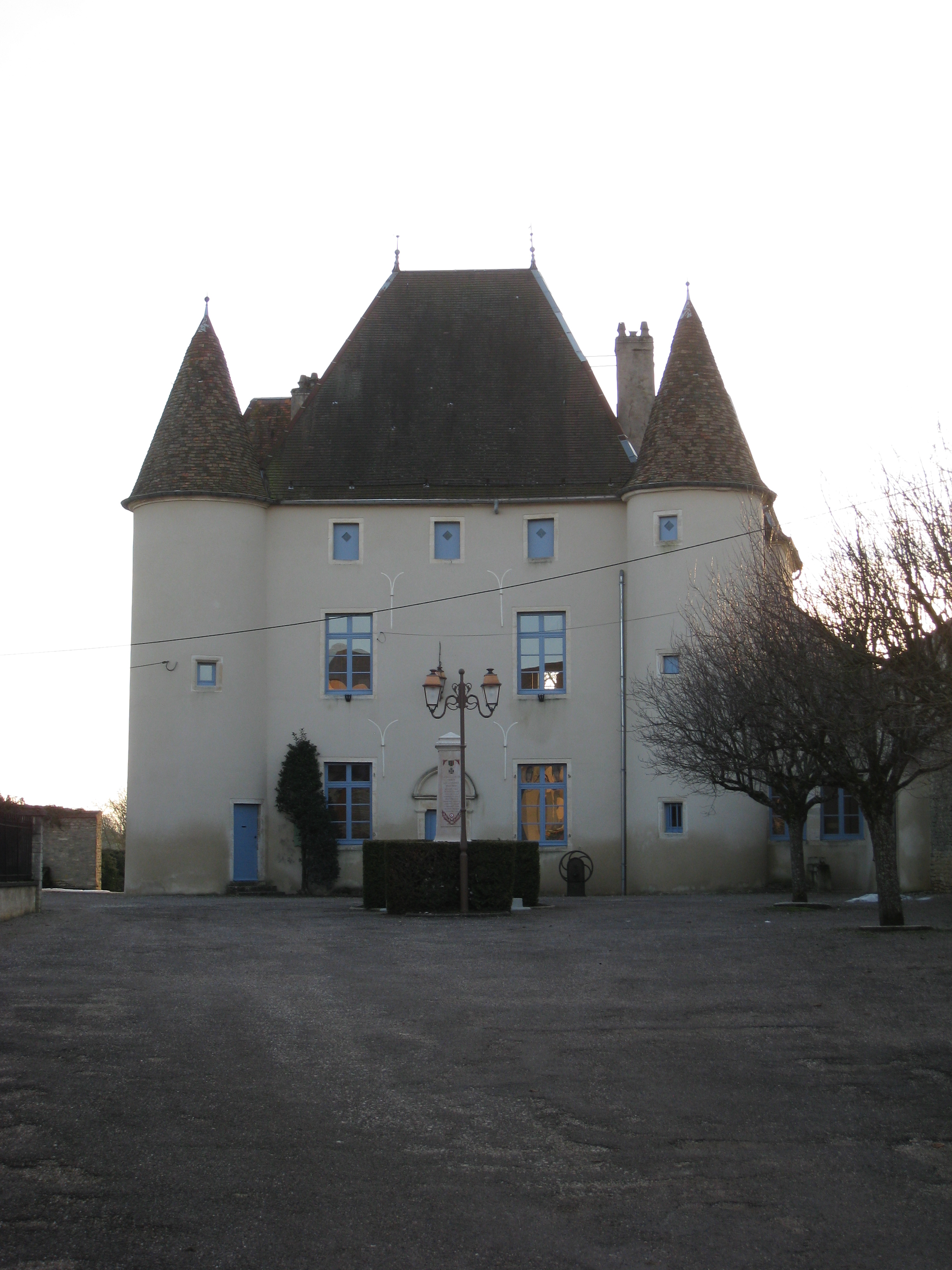
Schloss

- Kirche Saint-Bénigne
- Schloss